# Manasseh Ishiaku
Manasseh Ishiaku (Port Harcourt, 9 januari 1983) is een Nigeriaans voormalig voetballer. Hij speelde als aanvaller. Ishiaku heeft, door het huwelijk met een Belgische, naast de Nigeriaanse ook de Belgische nationaliteit.

## Carrière
Voor Ishiaku in 2001 naar Europa kwam, speelde hij in zijn thuisland Nigeria voor Shooting Stars FC en Niger-Dock Soccer Academy. Zijn eerste Belgische club was KSV Roeselare (2001-2002). Na een seizoen bij de West-Vlaamse tweedeklasser stapte hij over naar eersteklasseploeg La Louvière. Met de Waalse ploeg won hij in 2003 de Beker van België, door in de finale Sint-Truiden te verslaan met 3-1. Ishiaku scoorde in die finale overigens tweemaal.
Toen Ishiaku in het begin van het seizoen 2004/05 vlot de weg naar de netten vond (8 goals in 17 wedstrijden), trok hij de aandacht van Club Brugge. Hij verkaste tijdens de winsterstop van dat seizoen dan ook naar de West-Vlaamse ploeg, samen met teamgenoot Michael Klukowski. In 2005 vierde hij meteen zijn eerste landstitel met Club. In het seizoen 2006/07 zorgde hij met een kopbaldoelpunt voor de 10e bekerwinst van Club Brugge tegen Standard.
Op 15 juni 2007 werd bekendgemaakt dat Ishiaku voor een bedrag van € 600.000 verkocht werd aan de Duitse neo-eersteklasser MSV Duisburg. Volgens Club Brugge was hem nog een contractverlenging aangeboden, maar Ishiaku verkoos een transfer naar Duisburg.
In 2008 verliet hij MSV Duisburg en ondertekende een vierjarig contract bij FC Keulen. Als vervanger zocht MSV Duisburg weer in Brugge. Salou Ibrahim tekende op 24 juli een contract voor twee jaar bij de Duitse tweedeklasser.
Ishiaku zal in het seizoen 2013-2014 uitkomen voor Sporting Aalst, een voetbalclub uit de provinciale reeksen van Limburg.

## Statistieken
| seizoen | club                | land      | competitie         | wed. | goals |
| ------- | ------------------- | --------- | ------------------ | ---- | ----- |
| 2002/03 | La Louvière         | België    | Eerste klasse      | 32   | 7     |
| 2003/04 | La Louvière         | België    | Eerste klasse      | 26   | 3     |
| 2004/05 | La Louvière         | België    | Eerste klasse      | 17   | 8     |
| 2004/05 | Club Brugge         | België    | Eerste klasse      | 14   | 1     |
| 2005/06 | Club Brugge         | België    | Eerste klasse      | 17   | 3     |
| 2006/07 | Club Brugge         | België    | Eerste klasse      | 22   | 8     |
| 2007/08 | MSV Duisburg        | Duitsland | Bundesliga         | 25   | 10    |
| 2008/09 | 1. FC Köln          | Duitsland | Bundesliga         | 13   | 1     |
| 2009/10 | 1. FC Köln          | Duitsland | Bundesliga         | 15   | 0     |
| 2010/11 | 1. FC Köln          | Duitsland | Bundesliga         | 0    | 0     |
| 2010/11 | → Sint-Truidense VV | België    | Jupiler Pro League | 5    | 0     |
| 2013    | Sporting Aalst      | België    | 4de Provinciale C  | 0    | 0     |
|         |                     |           | Totaal             | 186  | 41    |

## Erelijst
| Competitie           |             |             |             |             |
| Competitie           | Aantal      | Jaren       |             |             |
| La Louvière          | La Louvière | La Louvière | La Louvière | La Louvière |
| -------------------- | ----------- | ----------- | ----------- | ----------- |
| Beker van België     | 1x          | 2002/03     |             |             |
| Club Brugge          |             |             |             |             |
| Landskampioen België | 1x          | 2004/05     |             |             |
| Beker van België     | 1x          | 2006/07     |             |             |
| Belgische Supercup   | 1x          | 2005        |             |             |